# Bătălia de la Sekigahara

Pictura din perioada Edo de luptă

Bătălia de la Sekigahara (関ヶ原の戦い  せきがはらのたたかい - Sekigahara no Tatakai) a fost o bătălie decisivă în istoria Japoniei care a avut loc la 21 octombrie 1600 (după calendarul lor vechi, anul 5 Keicho,a 15-a zi din luna a noua), care a precedat instalarea shogunatului Tokugawa
Lui Tokugawa Ieyasu i-au mai trebuit alți trei ani ca să-și consolideze poziția în fața clanului Toyotomi și a celorlalți daimyo, dar bătălia de la Sekigahara este considerată ca fiind începutul neoficial al guvernării Tokugawa, ultima perioada shogunală care avea să conducă Japonia.

## Numele bătăliei

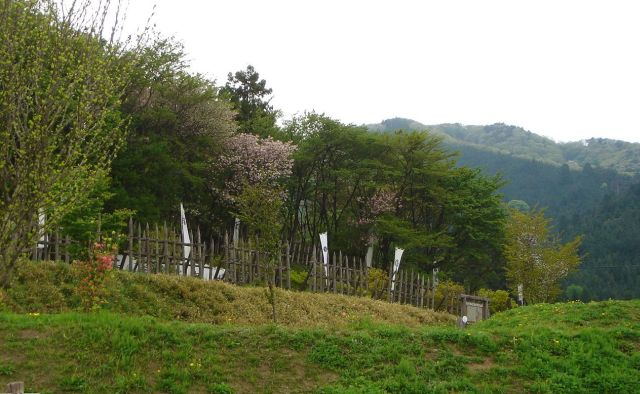
Vizualizarea actuală a bătăliei în cazul în care a avut loc în 1600.

Această bătălie istorică, cunoscută în japoneză ca (天下分け目の戦、 Wakeman tenka nu Tatakai'? Lit. "Bătălie decisivă"), numită după războiul din satul unde a avut loc: Sekigahara, situat în Districtul Fuwa, Prefectura Gifu  în Japonia.
Include două aspecte principale: cu toate că, în general, considerată ca o singură bătălie, ea a făcut parte dintr-o întreagă campanie militară. În timpul acesteia, ambele părți se mută făcute anterior, de stabilire a asediu la castele inamicul și lupta pentru controlul drumurilor principale pentru a încerca să obțină un avantaj față de adversar. Un alt aspect de reținut este că, deși ambele părți s-au pregătit în lunile dinaintea bătăliei, alegerea locului a fost o decizie luata repede de comandantul uneia dintre părțile implicate, Ishida Mitsunari, căutând cea mai bună poziție a sa elemente. În mod ironic, același tip de locul unde s-ar juca împotriva lui în momentul în care unele dintre laturile sale aliații schimbare .

## Context istoric
Oda Nobunaga își consolidase încetul cu început controlul asupra teritoriilor și asupra shogunului Ashikaga Yshiyaki. Ashikaga a încercat să scape din aceasta situație, iar în anul 1573, după ce atacul asupra lui Oda a eșuează, a fost exilat încheindu-ți astfel shogunatul. Oda a condus fără împotriviri până când a fost trădata de către propriul său servitor, Akechi Mitsuhide, în 1582. În timp ce se afla sub asediu în Kyoto, Oda și-a făcut seppuku (nu s-a putut totuși demonstra). La scurt timp după, Toyotomi Hideyoshi i-a răzbunat moartea și și-a consolidat astfel controlul asupra Japoniei. Toyotomi a reușit să se ridice dintr-o poziție umilă - tatăl sau fiind infanterist - până la a conduce Japonia. Moartea lui a lăsat un adevărat gol în conducere, acest lucru fiind rezolvat doar în urma bătăliei de la Sekigahara.

## Context

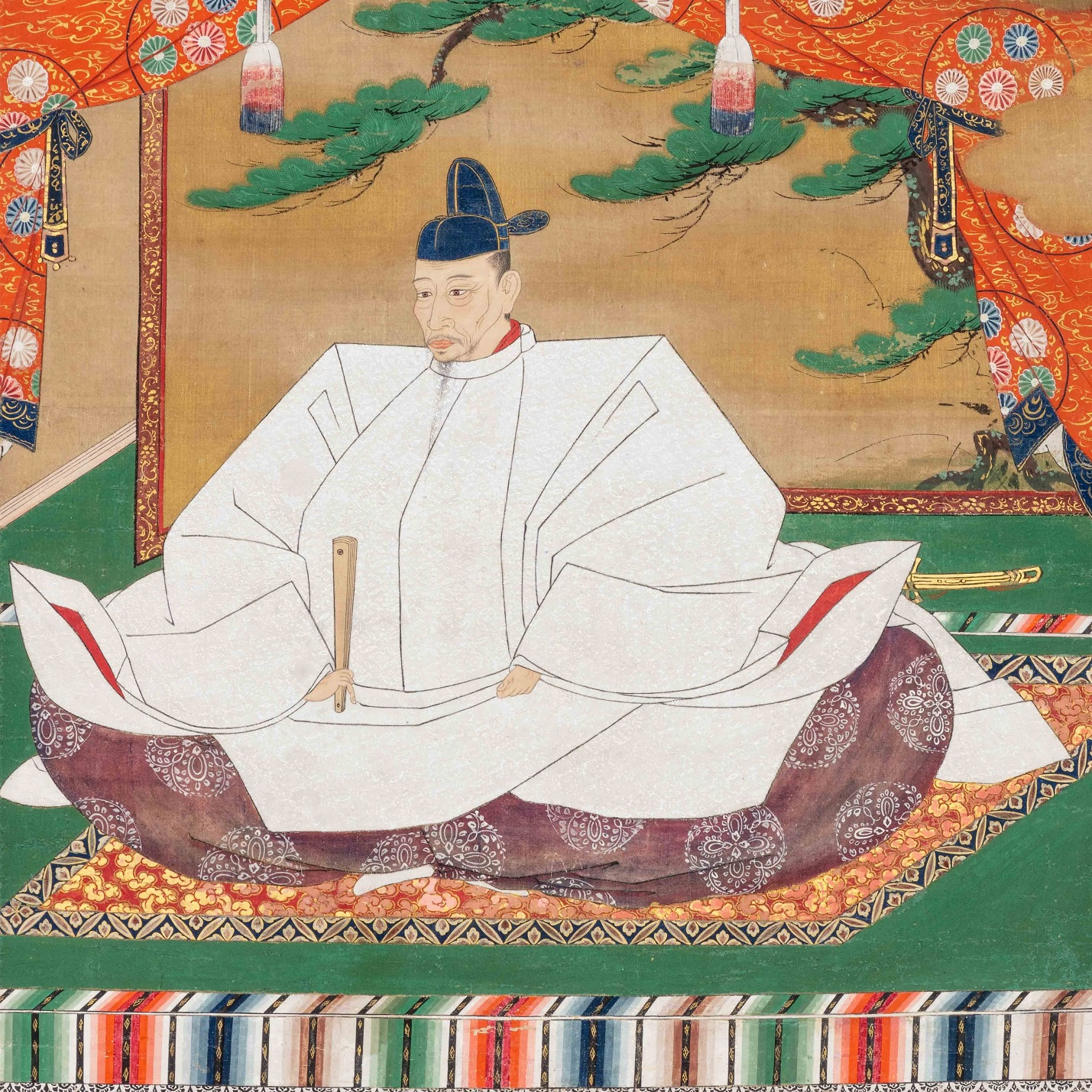
Toyotomi Hideyoshi moartea lui a fost un vid imens de putere, ceea ce ar conduce la o țară divizată în două facțiuni majore care ar fi întâlnite on 21 Octombrie, 1600

Hideyoshi a fost primul om care a reușit unificarea Japonia de fapt, îndeplinirea sarcinii inițiată de Oda Nobunaga, care a fost trădat de unul dintre generalii săi de frunte, Akechi Mitsuhide, în timpul "incident Honnoji. Cu toate acestea, Hideyoshi nu ar putut deveni Shogun din cauza originilor sale umile, care nu ar putea fi respinsă de către biografii sycophantic de timp, care timp de peste tentative eșuate de a lega it la familia legendarul-Fujiwara. Hideyoshi avea să fie de acord pentru a modifica titlul sub kampaku (关白, 'kampaku'? Regent), care mai târziu transferat titlu la fiul său adoptat Hidetsugu, luând pentru sine de Taiko (太合, "Taiko"? Kampaku retras).
Hideyoshi, la 57 de ani, a reușit să aibă un copil al lor, Hideyori Toyotomi, prin urmare, a dispus Hidetsugu săvârșirea Seppuku, suicid ritual mai frecvent cunoscute în Occident ca Hara-kiri. Conștientă de disputele care va avea loc după moartea sa, el a numit un grup numit "Consiliul Cinci Batranilor" (urmat de Tokugawa Ieyasu și includ, de asemenea Toshiie Maeda, Kagekatsu Uesugi, Mori Terumoto și Ukita Hideie), pentru că Consiliul condus până când copilul ajunge la vârsta adultă, făcându-le jura că acestea ar-l trateze ca pe sine însuși.
După moartea lui Toyotomi Hideyoshi în 1598 a existat un vid de putere semnificativă. Tokugawa Ieyasu de instituire a început o serie de alianțe cu figuri puternice în țară, prin căsătoriile aranjate, ca Ishida Mitsunari, una dintre cele cinci bugyō (奉行, '? Bugyō' judecător), a început să unificarea tuturor celor față de cifra de Tokugawa. Pentru ca nimeni nu îndrăznea să se confrunte cu aceasta, Mitsunari a decis singura opțiune a fost de a fi asasinat. Când generalii Tokugawa de top din învățat a planului, a decis să elimine Mitsunari, așa că a trebuit să fugă deghizat ca o femeie Castelul Osaka și încărcat într-o lectică. Surprinzător Mitsunari a decis să caute ajutor și protecție direct la Tokugawa, care au acceptat să primească o ca pe un oaspete Fushimi Castelul, unde a rămas până în primăvara anului 1599 când Tokugawa a cerut să se întoarcă la castelul lui, Sawayama Castelul .
La data de 22 august, în timp ce Tokugawa a fost organizarea armatei sale cu intenția de a confrunta un daimyo rebel, Uesugi Kagekatsu, Mitsunari decis să acționeze bugyō susținută de celelalte trei ale Taira patru (大老, 'Tairo'? Lit. " Grand Old Man "), care a trimis o plângere oficială împotriva Tokugawa taxat cu 13 de birouri separate. [13] Printre taxele a subliniat au dat fiice în căsătorie și copii în scopuri politice și-au luat în posesie Castelul Osaka, fosta resedinta a lui Hideyoshi, astfel cum a cont propriu. [14] Tokugawa a interpretat scrisoare ca o declarație clară de război, astfel că practic toate daimyo ale țării au fost înrolați fie în așa-numita Armata de Vest ", a Mitsunari sau" Armata de Est Tokugawa.
De luni de zile ambele părți au fost realizate planurile și pregătirile pentru bătălia care a fost să apară lângă un mic sat numit Sekigahara.